# لو360
لو 360 (بالفرنسية: Le360) هو موقع إخباري إلكتروني مغربي باللغتين العربية والفرنسية تأسس سنة 2013، ويعرّف نفسه أنه «موقع مغربي إعلامي شامل». يعتبر الموقع مقرّبا من القصر الملكي المغربي، وبالضبط من محمد منير الماجيدي، السكرتير الشخصي للملك محمد السادس.
يٌتّهم الموقع من عدة أطراف بكونه جزءا من صحافة التشهير و«بوقا للسلطة» وأداة في يدها من أجل التشهير بالصحافيين ومناضلي حقوق الإنسان في المغرب، والدفاع عن صورة الملك.
سنة 2016، رفع المؤرخ والناشط السياسي المغربي المعطي منجب دعوى قضائية ضد موقع لو360 بباريس عاصمة فرنسا يتهمه بـ«القذف والتشهير».